# Bruna Duvančić
Bruna Duvančić, född 28 oktober 2004, är en kroatisk taekwondoutövare. Hennes tvillingsyster Ivana Duvančić är också en taekwondoutövare.

## Karriär
I oktober 2019 tog Karabatić silver i 42 kg-klassen vid junior-EM i Marina d'Or. I november 2021 tog hon guld i 49 kg-klassen vid junior-EM i Sarajevo efter att ha besegrat turkiska Aleyna Şenyurt i finalen.
I maj 2022 tog Duvančić brons i 49 kg-klassen vid EM i Manchester. I maj 2023 tog hon ännu ett brons i 49 kg-klassen vid VM i Baku.
I maj 2024 tog Duvančić sitt andra raka EM-brons i 49 kg-klassen vid EM i Belgrad.